# Fußball-Club St. Pauli von 1910 2021-2022
Questa voce raccoglie le informazioni riguardanti il Fußball-Club St. Pauli von 1910 nelle competizioni ufficiali della stagione 2021-2022.

## Stagione
Nella stagione 2021-2022 il St. Pauli, allenato da Timo Schultz, concluse il campionato di 2. Bundesliga al 5º posto. In Coppa di Germania il St. Pauli fu eliminato al quarti di finale dall'Union Berlino.

## Rosa
| N. |                      | Ruolo | Calciatore            |
| -- | -------------------- | ----- | --------------------- |
| 1  | Germania (bandiera)  | P     | Dennis Smarsch        |
| 2  | Svezia (bandiera)    | D     | Sebastian Ohlsson     |
| 3  | Galles (bandiera)    | D     | James Lawrence        |
| 4  | Germania (bandiera)  | D     | Philipp Ziereis       |
| 6  | Germania (bandiera)  | D     | Christopher Avevor    |
| 7  | Australia (bandiera) | C     | Jackson Irvine        |
| 8  | Svezia (bandiera)    | C     | Eric Smith            |
| 9  | Austria (bandiera)   | A     | Guido Burgstaller     |
| 10 | Germania (bandiera)  | C     | Christopher Buchtmann |
| 11 | Germania (bandiera)  | C     | Max Dittgen           |
| 13 | Germania (bandiera)  | C     | Lukas Daschner        |
| 14 | Nigeria (bandiera)   | C     | Afeez Aremu           |
| 15 | Germania (bandiera)  | D     | Marcel Beifus         |
| 16 | Danimarca (bandiera) | A     | Simon Makienok        |
| 17 | Ghana (bandiera)     | C     | Daniel-Kofi Kyereh    |

| N. |                                 | Ruolo | Calciatore       |
| -- | ------------------------------- | ----- | ---------------- |
| 18 | Croazia (bandiera)              | D     | Jakov Medić      |
| 19 | Germania (bandiera)             | D     | Luca Zander      |
| 20 | Germania (bandiera)             | C     | Finn Ole Becker  |
| 21 | Germania (bandiera)             | D     | Lars Ritzka      |
| 22 | Bosnia ed Erzegovina (bandiera) | P     | Nikola Vasilj    |
| 23 | Kosovo (bandiera)               | D     | Leart Paqarada   |
| 25 | Polonia (bandiera)              | D     | Adam Dźwigała    |
| 26 | Germania (bandiera)             | C     | Rico Benatelli   |
| 27 | Togo (bandiera)                 | A     | Etienne Amenyido |
| 28 | Germania (bandiera)             | P     | Sören Ahlers     |
| 29 | Germania (bandiera)             | C     | Niklas Jessen    |
| 30 | Germania (bandiera)             | C     | Marcel Hartel    |
| 31 | Germania (bandiera)             | C     | Franz Roggow     |
| 32 | Germania (bandiera)             | D     | Jannes Wieckhoff |
| 34 | Germania (bandiera)             | A     | Igor Matanović   |

## Maglie e sponsor
Il fornitore tecnico per la stagione 2021 è DIIY, una linea di forniture sportive autoprodotte dalla stessa squadra del Sankt Pauli. Lo sponsor ufficiale è Congstar.
| 1ª divisa | 2ª divisa |

## Organigramma societario
Area tecnica
- Allenatore: Timo Schultz
- Allenatore in seconda: Loïc Favé, Fabian Hürzeler
- Preparatore dei portieri: Mathias Hain
- Preparatori atletici: Christoph Hainc, Karim Rashwan, Alexander Blase, Dominik Körner, James Morgan

## Calciomercato

### Sessione estiva
| Acquisti | Acquisti           | Acquisti              | Acquisti                         |
| R.       | Nome               | da                    | Modalità                         |
| -------- | ------------------ | --------------------- | -------------------------------- |
| D        | Florian Carstens   | Wehen Wiesbaden       | fine prestito                    |
| D        | Jakub Bednarczyk   | Zagłębie Lubin        | fine prestito                    |
| C        | Ersin Zehir        | Lubecca               | fine prestito                    |
| C        | Kevin Lankford     | Wehen Wiesbaden       | fine prestito                    |
| C        | Maximilian Franzke | Magdeburgo            | fine prestito                    |
| D        | Park Yi-young      | Türkgücü              | fine prestito                    |
| C        | Eric Smith         | Gent                  | acquisto definitivo (600 mila €) |
| D        | Jakov Medić        | Wehen Wiesbaden       | acquisto definitivo (400 mila €) |
| A        | Etienne Amenyido   | Osnabrück             | acquisto definitivo (400 mila €) |
| D        | Lars Ritzka        | Verl                  | acquisto definitivo (gratuito)   |
| P        | Nikola Vasilj      | Zorja                 | acquisto definitivo (gratuito)   |
| C        | Franz Roggow       |                       | aggregato dalle giovanili        |
| C        | Jackson Irvine     | Hibernian             | acquisto definitivo (gratuito)   |
| C        | Marcel Hartel      | Arminia Bielefeld     | acquisto definitivo (350 mila €) |
| D        | Marcel Beifus      | Wolfsburg             | acquisto definitivo (100 mila €) |
| P        | Sören Ahlers       | Schalke 04 II         | acquisto definitivo (gratuito)   |
| A        | Igor Matanović     | Eintracht Francoforte | prestito (30.6.2023)             |

| Cessioni | Cessioni           | Cessioni              | Cessioni                         |
| R.       | Nome               | a                     | Modalità                         |
| -------- | ------------------ | --------------------- | -------------------------------- |
| P        | Dejan Stojanovic   | Middlesbrough         | fine prestito                    |
| C        | Rodrigo Zalazar    | Eintracht Francoforte | fine prestito                    |
| A        | Omar Marmoush      | Wolfsburg             | fine prestito                    |
| D        | Daniel Buballa     | Viktoria Colonia      | cessione definitiva (gratuita)   |
| D        | Florian Carstens   | Wehen Wiesbaden       | cessione definitiva (gratuita)   |
| C        | Kevin Lankford     | Wehen Wiesbaden       | cessione definitiva (gratuita)   |
| C        | Ersin Zehir        | Antalyaspor           | cessione definitiva (gratuita)   |
| C        | Maximilian Franzke | Magdeburgo            | cessione definitiva (gratuita)   |
| D        | Jakub Bednarczyk   |                       | trasferito alle giovanili        |
| D        | Park Yi-young      |                       | trasferito alle giovanili        |
| C        | Ryo Miyaichi       | Yokohama F·Marinos    | cessione definitiva (gratuita)   |
| P        | Svend Brodersen    | Yokohama FC           | ?                                |
| D        | Tore Reginiussen   | Alta                  | cessione definitiva (gratuita)   |
| A        | Igor Matanović     | Eintracht Francoforte | cessione definitiva (500 mila €) |
| C        | Christian Viet     | Borussia Dortmund II  | prestito (30.6.2022)             |

### Sessione invernale
| Acquisti | Acquisti | Acquisti | Acquisti |
| R.       | Nome     | da       | Modalità |
| -------- | -------- | -------- | -------- |
|          |          |          |          |

| Cessioni | Cessioni     | Cessioni  | Cessioni            |
| R.       | Nome         | a         | Modalità            |
| -------- | ------------ | --------- | ------------------- |
| C        | Marvin Knoll | Duisburg  | cessione definitiva |
| C        | Luis Coordes | Stoccarda | cessione definitiva |

## Risultati

### 2. Bundesliga

#### Girone di andata
| Arbitro: | Aarnink |

|                                         |           |  |
| Paqarada 11’ Kyereh 62’ Burgstaller 90’ | Marcatori |  |

| Aue-Bad Schlema 1º agosto 2021, ore 13:30 CEST 2ª giornata | Erzgebirge Aue | 0 – 0 referto | St. Pauli | Erzgebirgsstadion (12 000 spett.)\| Arbitro: \| Heft \| |
| Arbitro:                                                   | Heft           |               |           |                                                         |

| Arbitro: | Osmers |

|                              |           |                        |
| Becker 27’ Makienok 56’, 58’ | Marcatori | 43’ Kittel 77’ Glatzel |

| Arbitro: | Brand |

|                                           |           |                 |
| Dźwigała 44’ (aut.) Pröger 65’ Michel 90’ | Marcatori | 28’ Burgstaller |

| Arbitro: | Waschitzki-Günther |

|                      |           |  |
| Burgstaller 74’, 89’ | Marcatori |  |

| Arbitro: | Lechner |

|          |           |  |
| Kerk 39’ | Marcatori |  |

| Arbitro: | Willenborg |

|                                                      |           |          |
| Zander 34’ Dittgen 50’ Burgstaller 61’ Buchtmann 73’ | Marcatori | 72’ Röhl |

| Arbitro: | Winter |

|                 |           |                                                       |
| Schleusener 79’ | Marcatori | 13’ (aut.) Gersbeck 45’ (rig.) Burgstaller 58’ Kyereh |

| Arbitro: | Dankert |

|                                                |           |  |
| Buchtmann 1’ Burgstaller 73’ (rig.) Beifus 90’ | Marcatori |  |

| Arbitro: | Brand |

|                         |           |                                       |
| Mohr 4’ Kleindienst 85’ | Marcatori | 55’, 60’ Burgstaller 56’, 81’ Dittgen |

| Arbitro: | Osmers |

|                                                    |           |  |
| Irvine 12’ Kyereh 18’ Burgstaller 61’ Makienok 78’ | Marcatori |  |

| Arbitro: | Zwayer |

|             |           |            |
| Ducksch 62’ | Marcatori | 67’ Becker |

| Arbitro: | Burda |

|                                |           |          |
| Burgstaller 2’ Kyereh 14’, 79’ | Marcatori | 67’ Höhn |

| Arbitro: | Reichel |

|                                     |           |  |
| Tietz 6’ Manu 29’ Pfeiffer 39’, 41’ | Marcatori |  |

| Arbitro: | Waschitzki-Günther |

|                        |           |                                          |
| Geis 21’ Schäffler 72’ | Marcatori | 3’ Burgstaller 10’ Paqarada 64’ Dźwigała |

| Arbitro: | Fritz |

|                      |           |             |
| Burgstaller 20’, 39’ | Marcatori | 75’ Zalazar |

| Arbitro: | Siewer |

|              |           |            |
| Hennings 68’ | Marcatori | 47’ Hartel |

#### Girone di ritorno
| Arbitro: | Braun |

|                                   |           |  |
| Bartels 8’ Porath 29’ Pichler 45’ | Marcatori |  |

| Arbitro: | Alt |

|                        |           |                         |
| Medić 30’ Amenyido 90’ | Marcatori | 17’ Zolinski 72’ Trujić |

| Arbitro: | Stegemann |

|                        |           |                 |
| Schonlau 58’ Jatta 70’ | Marcatori | 30’ Burgstaller |

| Arbitro: | Aytekin |

|                         |           |                            |
| Dittgen 5’ Amenyido 44’ | Marcatori | 37’ Srbeny 84’ Stiepermann |

| Arbitro: | Winter |

|                     |           |                                               |
| Albers 56’ Otto 73’ | Marcatori | 7’ Amenyido 11’ (rig.) Burgstaller 66’ Kyereh |

| Arbitro: | Dankert |

|  |           |                                |
|  | Marcatori | 40’ Kaiser 57’ Kerk 72’ Stolze |

| Arbitro: | Braun |

|                   |           |                                         |
| Eckert-Ayensa 35’ | Marcatori | 22’ Kyereh 37’ Burgstaller 55’ Makienok |

| Arbitro: | Reichel |

|                              |           |             |
| Kyereh 14’, 25’ Makienok 34’ | Marcatori | 66’ Hofmann |

| Arbitro: | Siebert |

|              |           |              |
| Daferner 20’ | Marcatori | 42’ Makienok |

| Arbitro: | Dankert |

|            |           |  |
| Kyereh 67’ | Marcatori |  |

| Arbitro: | Brand |

|              |           |  |
| Neidhart 59’ | Marcatori |  |

| Arbitro: | Badstübner |

|            |           |              |
| Kyereh 43’ | Marcatori | 58’ Füllkrug |

| Arbitro: | Brych |

|              |           |                        |
| Bachmann 90’ | Marcatori | 39’ (rig.) Burgstaller |

| Arbitro: | Stegemann |

|              |           |                         |
| Daschner 81’ | Marcatori | 9’ Pfeiffer 35’ Holland |

| Arbitro: | Dankert |

|                   |           |           |
| Kyereh 74’ (rig.) | Marcatori | 90’ Duman |

| Arbitro: | Fritz |

|                                     |           |                   |
| Terodde 47’ (rig.), 71’ Zalazar 78’ | Marcatori | 9’, 17’ Matanović |

| Arbitro: | Jöllenbeck |

|                         |           |  |
| Hartel 65’ Dźwigała 83’ | Marcatori |  |

### Coppa di Germania
| Arbitro: | Schröder |

|                 |           |                               |
| Conteh 31’, 54’ | Marcatori | 3’, 58’ Burgstaller 40’ Medić |

| Arbitro: | Waschitzki-Günther |

|                                 |           |                                         |
| Daferner 66’ Ziereis 73’ (aut.) | Marcatori | 63’ Paqarada 71’ Dittgen 101’ Buchtmann |

| Arbitro: | Osmers |

|                               |           |                    |
| Amenyido 4’ Witsel 40’ (aut.) | Marcatori | 58’ (rig.) Haaland |

| Arbitro: | Badstübner |

|                           |           |            |
| Becker 45’ Voglsammer 75’ | Marcatori | 21’ Kyereh |

## Statistiche

### Statistiche di squadra
| Competizione      | Punti | In casa | In casa | In casa | In casa | In casa | In casa | In trasferta | In trasferta | In trasferta | In trasferta | In trasferta | In trasferta | Totale | Totale | Totale | Totale | Totale | Totale | DR  |
| Competizione      | Punti | G       | V       | N       | P       | Gf      | Gs      | G            | V            | N            | P            | Gf           | Gs           | G      | V      | N      | P      | Gf     | Gs     | DR  |
| ----------------- | ----- | ------- | ------- | ------- | ------- | ------- | ------- | ------------ | ------------ | ------------ | ------------ | ------------ | ------------ | ------ | ------ | ------ | ------ | ------ | ------ | --- |
| 2. Bundesliga     | 57    | 17      | 11      | 4       | 2       | 37      | 17      | 17           | 5            | 5            | 7            | 24           | 29           | 34     | 16     | 9      | 9      | 61     | 46     | +15 |
| Coppa di Germania | -     | 1       | 1       | 0       | 0       | 2       | 1       | 3            | 2            | 0            | 1            | 7            | 6            | 4      | 3      | 0      | 1      | 9      | 7      | +2  |
| Totale            | 57    | 18      | 12      | 4       | 2       | 39      | 18      | 20           | 7            | 5            | 8            | 31           | 35           | 38     | 19     | 9      | 10     | 70     | 53     | +17 |

### Andamento in campionato
| Giornata  | 1 | 2 | 3 | 4 | 5 | 6 | 7 | 8 | 9 | 10 | 11 | 12 | 13 | 14 | 15 | 16 | 17 | 18 | 19 | 20 | 21 | 22 | 23 | 24 | 25 | 26 | 27 | 28 | 29 | 30 | 31 | 32 | 33 | 34 |
| --------- | - | - | - | - | - | - | - | - | - | -- | -- | -- | -- | -- | -- | -- | -- | -- | -- | -- | -- | -- | -- | -- | -- | -- | -- | -- | -- | -- | -- | -- | -- | -- |
| Luogo     | C | T | C | T | C | T | C | T | C | T  | C  | T  | C  | T  | T  | C  | T  | T  | C  | T  | C  | T  | C  | T  | C  | T  | C  | T  | C  | T  | C  | C  | T  | C  |
| Risultato | V | N | V | P | V | P | V | V | V | V  | V  | N  | V  | P  | V  | V  | N  | P  | N  | P  | N  | V  | P  | V  | V  | N  | V  | P  | N  | N  | P  | N  | P  | V  |
| Posizione | 1 | 4 | 4 | 5 | 3 | 5 | 3 | 2 | 1 | 1  | 1  | 1  | 1  | 1  | 1  | 1  | 1  | 1  | 1  | 2  | 2  | 1  | 4  | 3  | 3  | 2  | 1  | 3  | 3  | 3  | 4  | 5  | 5  | 5  |

Legenda:

Luogo: C = Casa; T = Trasferta. Risultato: V = Vittoria; N = Pareggio; P = Sconfitta.

### Statistiche dei giocatori
| Giocatore      | 2. Bundesliga | 2. Bundesliga | 2. Bundesliga | 2. Bundesliga | Coppa di Germania | Coppa di Germania | Coppa di Germania | Coppa di Germania | Totale   | Totale | Totale      | Totale     |
| Giocatore      | Presenze      | Reti          | Ammonizioni   | Espulsioni    | Presenze          | Reti              | Ammonizioni       | Espulsioni        | Presenze | Reti   | Ammonizioni | Espulsioni |
| -------------- | ------------- | ------------- | ------------- | ------------- | ----------------- | ----------------- | ----------------- | ----------------- | -------- | ------ | ----------- | ---------- |
| S. Ahlers      | 0             | 0             | 0             | 0             | 0                 | 0                 | 0                 | 0                 | 0        | 0      | 0           | 0          |
| E. Amenyido    | 13            | 3             | 1             | 0             | 2                 | 1                 | 0                 | 0                 | 15       | 4      | 1           | 0          |
| A. Aremu       | 21            | 0             | 5             | 0             | 3                 | 0                 | 1                 | 0                 | 24       | 0      | 6           | 0          |
| C. Avevor      | 0             | 0             | 0             | 0             | 0                 | 0                 | 0                 | 0                 | 0        | 0      | 0           | 0          |
| F. Becker      | 21            | 2             | 2             | 0             | 3                 | 0                 | 0                 | 0                 | 24       | 2      | 2           | 0          |
| M. Beifus      | 11            | 1             | 1             | 1             | 1                 | 0                 | 0                 | 0                 | 12       | 1      | 1           | 1          |
| R. Benatelli   | 22            | 0             | 1             | 0             | 2                 | 0                 | 0                 | 0                 | 24       | 0      | 1           | 0          |
| C. Buchtmann   | 22            | 2             | 1             | 0             | 2                 | 1                 | 1                 | 0                 | 24       | 3      | 2           | 0          |
| G. Burgstaller | 31            | 18            | 4             | 0             | 4                 | 2                 | 0                 | 0                 | 35       | 20     | 4           | 0          |
| L. Daschner    | 12            | 1             | 0             | 0             | 0                 | 0                 | 0                 | 0                 | 12       | 1      | 0           | 0          |
| M. Dittgen     | 23            | 4             | 1             | 0             | 4                 | 1                 | 1                 | 0                 | 27       | 5      | 2           | 0          |
| A. Dźwigała    | 21            | 2             | 2             | 0             | 2                 | 0                 | 1                 | 0                 | 23       | 2      | 3           | 0          |
| M. Hartel      | 31            | 2             | 5             | 0             | 3                 | 0                 | 0                 | 0                 | 34       | 2      | 5           | 0          |
| J. Irvine      | 28            | 1             | 6             | 0             | 3                 | 0                 | 0                 | 0                 | 31       | 1      | 6           | 0          |
| N. Jessen      | 0             | 0             | 0             | 0             | 0                 | 0                 | 0                 | 0                 | 0        | 0      | 0           | 0          |
| M. Knoll       | 0             | 0             | 0             | 0             | 0                 | 0                 | 0                 | 0                 | 0        | 0      | 0           | 0          |
| D. Kyereh      | 29            | 12            | 5             | 0             | 3                 | 1                 | 1                 | 0                 | 32       | 13     | 6           | 0          |
| J. Lawrence    | 18            | 0             | 0             | 0             | 3                 | 0                 | 0                 | 0                 | 21       | 0      | 0           | 0          |
| S. Makienok    | 27            | 6             | 1             | 0             | 3                 | 0                 | 1                 | 0                 | 30       | 6      | 2           | 0          |
| I. Matanović   | 18            | 2             | 0             | 1             | 1                 | 0                 | 0                 | 0                 | 19       | 2      | 0           | 1          |
| J. Medić       | 30            | 1             | 4             | 0             | 4                 | 1                 | 0                 | 0                 | 34       | 2      | 4           | 0          |
| S. Ohlsson     | 7             | 0             | 0             | 0             | 1                 | 0                 | 0                 | 0                 | 8        | 0      | 0           | 0          |
| L. Paqarada    | 33            | 2             | 3             | 0             | 4                 | 1                 | 0                 | 0                 | 37       | 3      | 3           | 0          |
| L. Ritzka      | 11            | 0             | 0             | 0             | 1                 | 0                 | 0                 | 0                 | 12       | 0      | 0           | 0          |
| F. Roggow      | 0             | 0             | 0             | 0             | 0                 | 0                 | 0                 | 0                 | 0        | 0      | 0           | 0          |
| D. Smarsch     | 1             | 0             | 0             | 0             | 4                 | 0                 | 0                 | 0                 | 5        | 0      | 0           | 0          |
| E. Smith       | 17            | 0             | 4             | 0             | 2                 | 0                 | 0                 | 0                 | 19       | 0      | 4           | 0          |
| N. Vasilj      | 33            | 0             | 1             | 0             | 0                 | 0                 | 0                 | 0                 | 33       | 0      | 1           | 0          |
| C. Viet        | 3             | 0             | 0             | 0             | 0                 | 0                 | 0                 | 0                 | 3        | 0      | 0           | 0          |
| J. Wieckhoff   | 2             | 0             | 0             | 0             | 0                 | 0                 | 0                 | 0                 | 2        | 0      | 0           | 0          |
| L. Zander      | 25            | 1             | 3             | 0             | 4                 | 0                 | 2                 | 0                 | 29       | 1      | 5           | 0          |
| P. Ziereis     | 24            | 0             | 3             | 1             | 2                 | 0                 | 0                 | 0                 | 26       | 0      | 3           | 1          |